# Hexatoma (Eriocera) sycophanta
Hexatoma (Eriocera) sycophanta is een tweevleugelige uit de familie steltmuggen (Limoniidae). De soort komt voor in het Oriëntaals gebied.